# IC 4323
IC 4323 ist eine Spiralgalaxie vom Hubble-Typ Sc im Sternbild Hydra südlich des Himmelsäquators. Sie ist schätzungsweise 104 Millionen Lichtjahre von der Milchstraße entfernt.
Das Objekt wurde am 4. Mai 1904 von dem US-amerikanischen Astronomen Royal Harwood Frost entdeckt.